# Malafemmina (album)
Malafemmina è l'ottavo album di Gianna Nannini.

## Descrizione
L'album si compone di 11 canzoni prodotte da Gianna Nannini e dal produttore Alan Moulder e raggiunge anche la quinta posizione nella classifica svizzera.
Il videoclip di Hey bionda venne censurato per via di uno sputo della Nannini contro la telecamera.

## Tracce[3]
1. Hey bionda (Campaner/Nannini) - 4.40
2. Voglio fare l'amore (Nannini/Pianigiani) - 4.16
3. Time Lover (Nannini/Pianigiani) - 3.09
4. Un ragazzo come te (Nannini/Pianigiani) - 3.51
5. Luci rosse (Campaner/Nannini) - 3.50
6. Luna dell'Est (Campaner/Nannini) - 4.32
7. Aiuto (Campaner/Nannini) - 3.57
8. Revolution (Campaner/Nannini) - 3.48
9. Cuore zingaro (Campaner/Nannini) - 4.39
10. Casablanca (Nannini/Pianigiani) - 4.27
11. Donne in amore (Nannini) - 2.53

## Formazione[4]
- Gianna Nannini - voce, cori, chitarra (#3), pianoforte (#11)
- Dave Stewart - chitarra (#2)
- Marco Colombo - chitarra (#1-5, 7-11), congas (#6)
- Igor Campaner - tastiera (#1,5,7,9,11), cori (#6)
- Alan Moulder - tastiera (#6)
- Nick Davies - basso (#5, 7-9), stick (#6)
- Andy Wright - tastiera (#4, 6), programmazione (#1-4, 9-10)
- Rolf Lammers - organo Hammond (#2)
- Conny Plank - arrangiamento pattern di tarantella (#1)
- The "Wolperaths" - cori (#1)

## Promozione
| Video Promo         | Singolo             | Radio Promo         | Data di uscita | Classifica Singoli - Hit Parade Italia |
| Hey bionda          | Hey bionda          | Hey bionda          | luglio 1988    | # 2                                    |
| Voglio fare l'amore | Voglio fare l'amore | Voglio fare l'amore | agosto 1989    | # 19                                   |
| Un ragazzo come te  |                     |                     | 1989           |                                        |

## Classifiche

### Classifiche settimanali
| Classifica (1988) | Posizione massima |
| ----------------- | ----------------- |
| Austria           | 12                |
| Europa            | 17                |
| Germania          | 12                |
| Italia            | 2                 |
| Svezia            | 12                |
| Svizzera          | 5                 |

### Classifiche di fine anno
| Classifica (1988) | Posizione |
| ----------------- | --------- |
| Italia            | 23        |